# Daniel Orozco Álvarez
Daniel Orozco Álvarez (Fuengirola, 1º febbraio 1987) è un ex calciatore spagnolo, di ruolo difensore.

## Carriera
Ha giocato nella massima serie dei campionati spagnolo, greco ed ungherese.